# Taylor Momsen

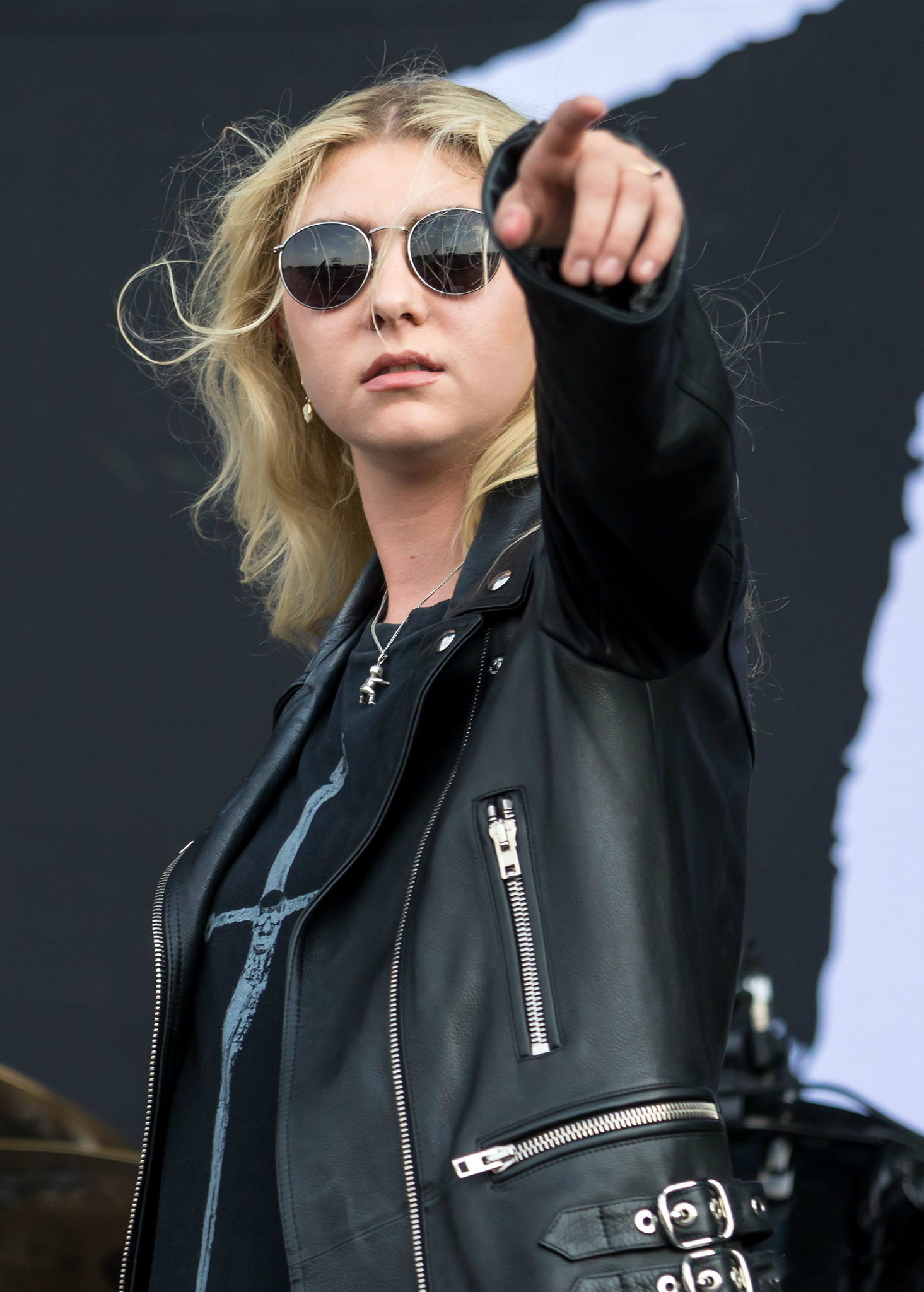
Taylor Momsen (2017)

Taylor Michel Momsen (* 26. Juli 1993 in St. Louis, Missouri) ist eine US-amerikanische Schauspielerin, Sängerin und Model. Sie wurde bekannt durch die Rolle der Jenny Humphrey in der Fernsehserie Gossip Girl und ist Frontsängerin der Rockband The Pretty Reckless.

## Leben
Taylor Momsen ist die Tochter von Collette und Michael Momsen und die ältere Schwester von Sloane Momsen, die ebenfalls Schauspielerin ist, und einem Bruder, Joshua Momsen. Ihr Vater war Vizepräsident einer Elektrofirma.

## Karriere

### Schauspiel
Ihre ersten Schauspielerfahrungen sammelte Momsen in einem Werbespot für die Firma Shake ’N’ Bake im Alter von drei Jahren. Danach spielte sie 1999 im Film The Prophet’s Game an der Seite von Dennis Hopper die Rolle der Honey Bee Swan. 2000 spielte sie die Rolle der Cindy Lou Who im Film Der Grinch. Für diese Rolle wurde Momsen für drei Auszeichnungen nominiert: Für den Saturn Award (als Bester Nachwuchsschauspieler), den Blockbuster Entertainment Award (als Bester weiblicher Newcomer) und den Young Artist Award (als Beste Darstellung in einem Spielfilm – Schauspieler bis 10 Jahre oder jünger).
2002 spielte sie in drei weiteren Filmen mit. In Hansel & Gretel, wo sie die Rolle der Gretel spielte, in Spy Kids 2 – Die Rückkehr der Superspione, verkörperte sie die Präsidententochter Alexandra und in Wir waren Helden stand sie zusammen mit ihrer Schwester Sloane vor der Kamera. Im selben Jahr nahm Momsen zusammen mit Myra und Camille Winbush die Songs Rudolph The Red-Nosed Reindeer und One Small Voice für das Album School’s Out! Christmas auf.

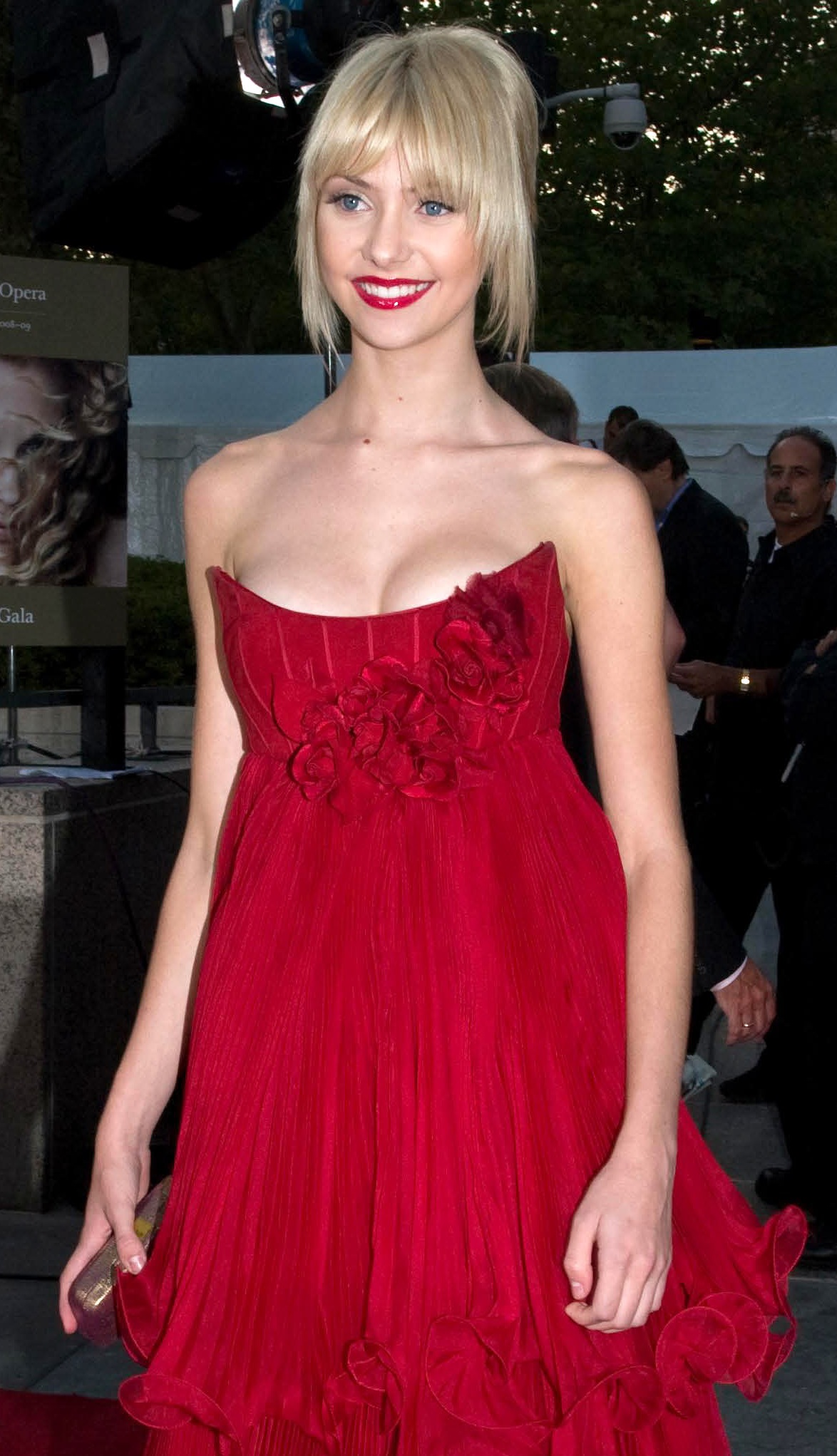
Taylor Momsen 2008 in der Metropolitan Opera in New York

2005 erhielt sie die Hauptrolle in der von The WB Television Network produzierten Sitcom Misconceptions, die Serie wurde allerdings nie ausgestrahlt. 2006 spielte sie in den Filmen Doubting Thomas, der 2007 veröffentlicht werden soll, und Saving Shiloh, welcher 2006 veröffentlicht wurde, mit. Ihr nächster Film war Underdog – Unbesiegt weil er fliegt, der von Walt Disney produziert wurde und auf der gleichnamigen animierten Fernsehserie Underdog basiert. Im April 2006 war der Drehbeginn und am 4. August 2007 wurde der Film in den USA veröffentlicht. Vom Herbst 2007 bis zum Frühling 2011 spielte sie in der Fernsehserie Gossip Girl, welche auf einer Buchreihe der Autorin Cecily von Ziegesar basiert, die Rolle der Jenny Humphrey. Die Serie hatte ihre Premiere im kanadischen Fernsehen am 18. September 2007 auf CTV. Sie wird von Josh Schwartz, dem Schöpfer der US-Fernsehserie O.C., California, produziert.
2007 spielte Taylor Momsen außerdem in dem Film Paranoid Park die Rolle der Jennifer. Der Regisseur des Films ist Gus van Sant.
Von Juni 2010 warb Taylor Momsen für „Material Girl“, die neue Modelinie von Madonnas Tochter Lourdes bis Ende 2010. Abgelöst wurde sie durch Kelly Osbourne.
Im August 2011 verkündete Momsen, mit der Schauspielerei aufzuhören, um sich vollständig auf ihre Musikkarriere konzentrieren zu können.

### The Pretty Reckless
Im Jahr 2009 gründete Momsen die Alternative-Rock-Band „The Reckless“, die sich später in The Pretty Reckless umbenennen musste. Musikalisch setzt die Band stark auf Bluesrock-Einflüsse sowie auf klassischen Hardrock. Die Band ging 2009 auf Tour mit Frontsängerin Taylor Momsen, Ben Philips an der Gitarre, Mark Damon am Bass und Jamie Perkins am Schlagzeug. 2009 traten sie als Vorgruppe der The Veronicas auf deren Nordamerikatour auf. Derzeit ist Taylor Momsen das einzige Bandmitglied der Originalbesetzung.
„Make Me Wanna Die“ ist die erste und erfolgreichste Single von The Pretty Reckless. Ende September 2010 kam das erste Album Light Me Up auf den Markt. Die EP Hit Me Like a Man folgte im Jahr 2012. 2014 veröffentlichten The Pretty Reckless ihr zweites Album Going To Hell. Ihr drittes Album Who You Selling For erschien im Oktober 2016. Das vierte Studioalbum von Momsens Band mit dem Titel Death by Rock and Roll erschien am 12. Februar 2021.
The Pretty Reckless traten 2024 und 2025 bei den Europatourneen von AC/DC im Vorprogramm auf.

## Filmografie
- 1998: Allein gegen die Zukunft (Early Edition, Fernsehserie, Folge 2x11)
- 1999: The Prophet’s Game
- 2000: Der Grinch (How the Grinch Stole Christmas)
- 2002: Wir waren Helden (We Were Soldiers)
- 2002: Hänsel & Gretel
- 2002: Spy Kids 2 – Die Rückkehr der Superspione (Spy Kids 2: The Island of Lost Dreams)
- 2006: Saving Shiloh
- 2007: Underdog – Unbesiegt weil er fliegt (Underdog)
- 2007: Paranoid Park
- 2008: Spy School (Doubting Thomas)
- 2007–2012: Gossip Girl (Fernsehserie)